# Долорес О’Риордан
Долорес Мери Ајлин О’Риордан (енгл. Dolores Mary Eileen O'Riordan; Лимерик, 6. септембар 1971 — Лондон, 15. јануар 2018) била је ирска певачица, музичар и текстописац.

## Биографија
Године 1990. изабрана је на аудицији за главни вокал у ирској рок групи The Cranberries са којом је певала наредних 13 година, све до привременог распуштања бенда 2003. године. Са Кренберисима је објавила укупно 5 веома успешних студијских албума који су јој донели светску славу − 
Everybody Else Is Doing It, So Why Can't We? (1993), No Need to Argue (1994), To the Faithful Departed (1996), Bury the Hatchet (1999) и Wake Up and Smell the Coffee (2001), те компилацијски албум са највећим хитовима The Best of 1992–2002 (2002. године).
По окончању сарадње са бендом започиње соло каријеру, а први соло албум под насловом Are You Listening? објављује 4. маја 2007. године. Две године касније објављује и други студијски соло албум под насловом No Baggage.
Била је удата за менаџера Дона Бартона са којим је била у браку двадесет година и са којим има троје деце, сина Тејлора Бакстера (1997) и две кћерке, Моли Леј (2001) и Дакота Рејн (2005. год.). Пар се развео 2014. године. 